# Монтрезор, Иосиф Антонович
Иосиф Антонович Монтрезор (1767, Российская империя — 21 августа 1804, Памбакская котловина) — майор Русской императорской армии (также известный в литературе как «Отважный майор», «Карамайор» (в переводе с армянского «Черный майор»), участник первого похода русских войск на столицу Эриванского ханства — город Эривань, а также Памбакского сражения.

## Биография
Родился в дворянской семье русского офицера. Предки Иосифа имели французские корни. Прапорщиком окончил Корпус чужестранных единоверцев. Окончил кадетский корпус (1783).
В 1785—1787 годах участвовал в подавлении бунтов кавказских горцев, в Русско-турецкой войне (1787—1791), в Кубанской операции 1788 года. Отличился при взятии Анапы (1791), за что был награждён орденом Святого Владимира IV степени. Участвовал в походе Каспийского корпуса против вторгшихся в Закавказье банд Ага-Мухаммед-хана (1796—1797), в боях с проникшими в Грузию лезгинскими элевтами Омар-хана и восставшими грузинскими князьями (1800—1802).
В 1801 году генералом П. Д. Цициановым был назначен командующим гарнизона, состоящего из 2-х рот Тифлисского мушкетёрского полка в армянском селе Каракалиса. В 1802 году принимал участие в Карсской битве, а в 1804 — в штурме Гянджи. В том же году получил чин майора.
В 1803 году по приказу Цицианова был назначен главой присоединённой к России Восточной Армении, начальником вновь образованного Памбакского военного округа. Он поселился в Каракилисе со своим батальоном (в который также входили армянские добровольцы). Помимо охраны границ и коммуникаций, он вступил в дипломатические отношения с пограничными иранскими ханствами, тюрками, пашаитами, а также с Эчмиадзинским католикосатом ААЦ. Монтрезор имел сильную поддержку от деятелей армянского освободительного движения. Тысячи армян, бежавших от иранских и турецких преследований, нашли убежище в границах округа Памбак под командованием Монтрезора.
29 мая 1804 года Монтрезор, при участии своего армянского помощника Тани Огана, представил Эриванскому хану прокламацию русского царя, ультиматум Цицианова о восстановлении Даниэла I Сурмареци на престоле католикоса всех армян, а также о передаче Эриванской крепости. После отказа участвовал в освобождении Эчмиадзина, затем в осаде Эривани.
В августе 1804 года по приказу генерала Цицианова Монтрезору было поручено сопроводить конвой с продовольствием и боеприпасами, следовавший из Тифлиса в направлении Эривани во главе с майором Стахиевым. 14 августа Монтрезор со своим отрядом, состоявшим из 4-х офицеров, 108 мушкетёров Тифлисского полка, 11 добровольцев-армян и одного бомбардира при лёгком орудии, выдвинулся от осаждаемой Эриванской крепости на север — в направлении реки Памбак навстречу обозу.
Сразу же отряд начали преследовать около 500 всадников Пир-Гул-хана, однако, несмотря на это, за двое суток отряду Монтрезора удалось пройти около 106 км. В районе Памбак-Гоховт (ущелье реки Памбак, в районе города Амамлу отряд наткнулся на 6-тысячное войско грузинского мятежного князя Александра Багратиони, состоящее из персидских сарбаз и местных бунтовщиков. В героическом сражении отряд был практически полностью уничтожен, а его командир погиб вместе со своими солдатами в количестве 98 человек, остальные были пленены: «Братцы, я больше не ваш командир, спасибо за службу и смелость! Кто хочет, пускай покинет меня и спасётся!»

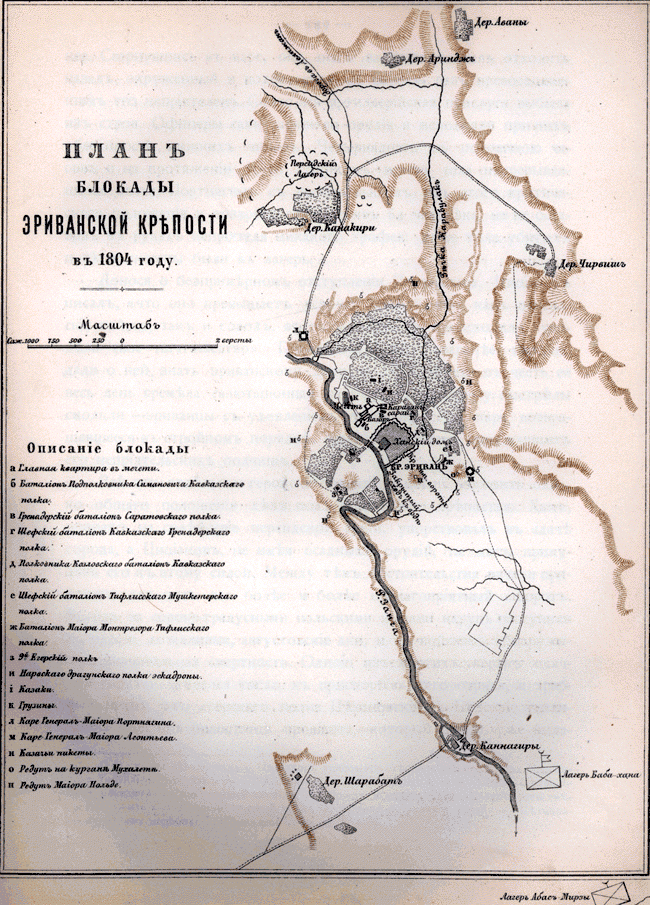
План блокады Эриванской крепости в 1804 году
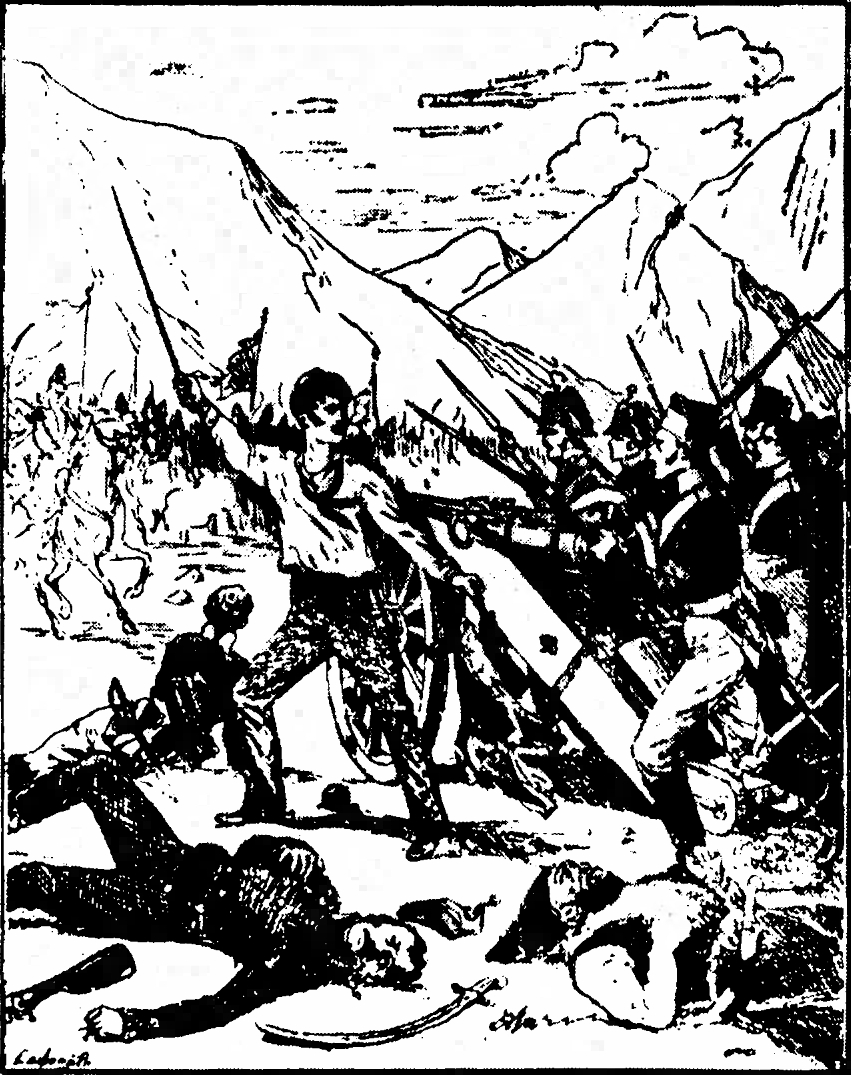
Последний бой отряда майора Монтрезора

## Память
Первый мемориал на братской могиле появился в 1804 году с высеченными словами генерала П. Д. Цицианова: «Путник, остановись и с уважением сними шляпу. Не проходи безразлично мимо мраморного светлого захоронения, которое протоколирует имя одного героя, дела которого обеспечат бессмертие его памяти». Этот мемориал простоял до октября 1827 года, когда был разрушен землетрясением.
Новый памятник (обелиск) был сооружён в 1837 году и простоял до 1918 года. В 1850 году в обелиск была вставлена мраморная доска со следующей надписью: «На этом месте 21-го августа 1804 года убит храбрый майор Тифлисского пехотного полка Монтрезор, со сборною командою в 110 человек, идущих за запасами к отряду под Эриван. Он атакован и окружён 6000 персиянами под начальством Пир-Кули-Хана и лёг на месте со всеми храбрыми сподвижниками. При возвращении князя Цицианова из под Эривани тела героев были найдены 13-го сентября бригад-майором при отряде, гвардии-капитаном, графом Воронцовым, ныне наместником и главнокомандующим на Кавказе».
Нынешний обелиск был воздвигнут к 150-летию присоединения Восточной Армении к России в 1978 году.

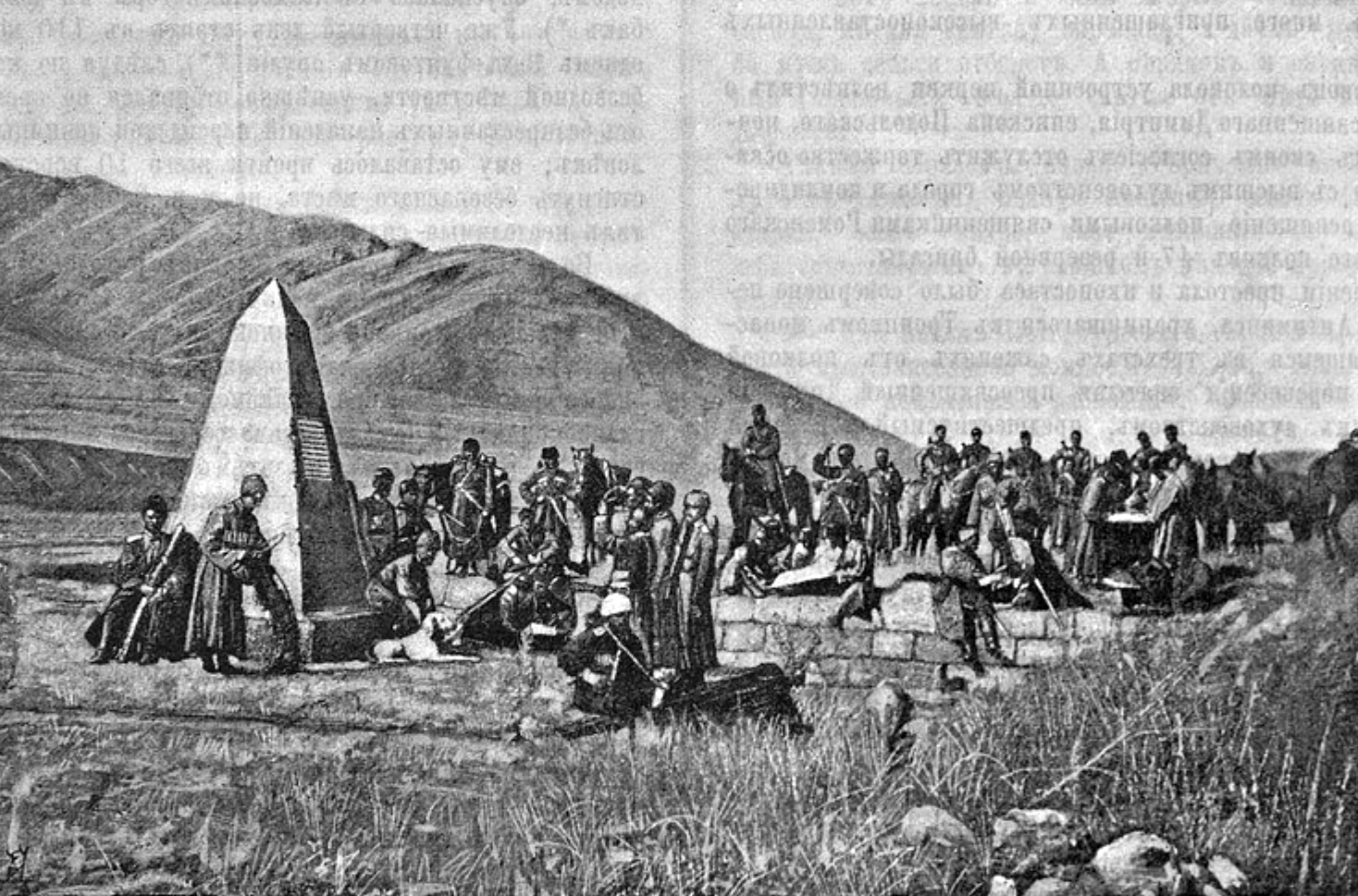
Обелиск в 1893 году
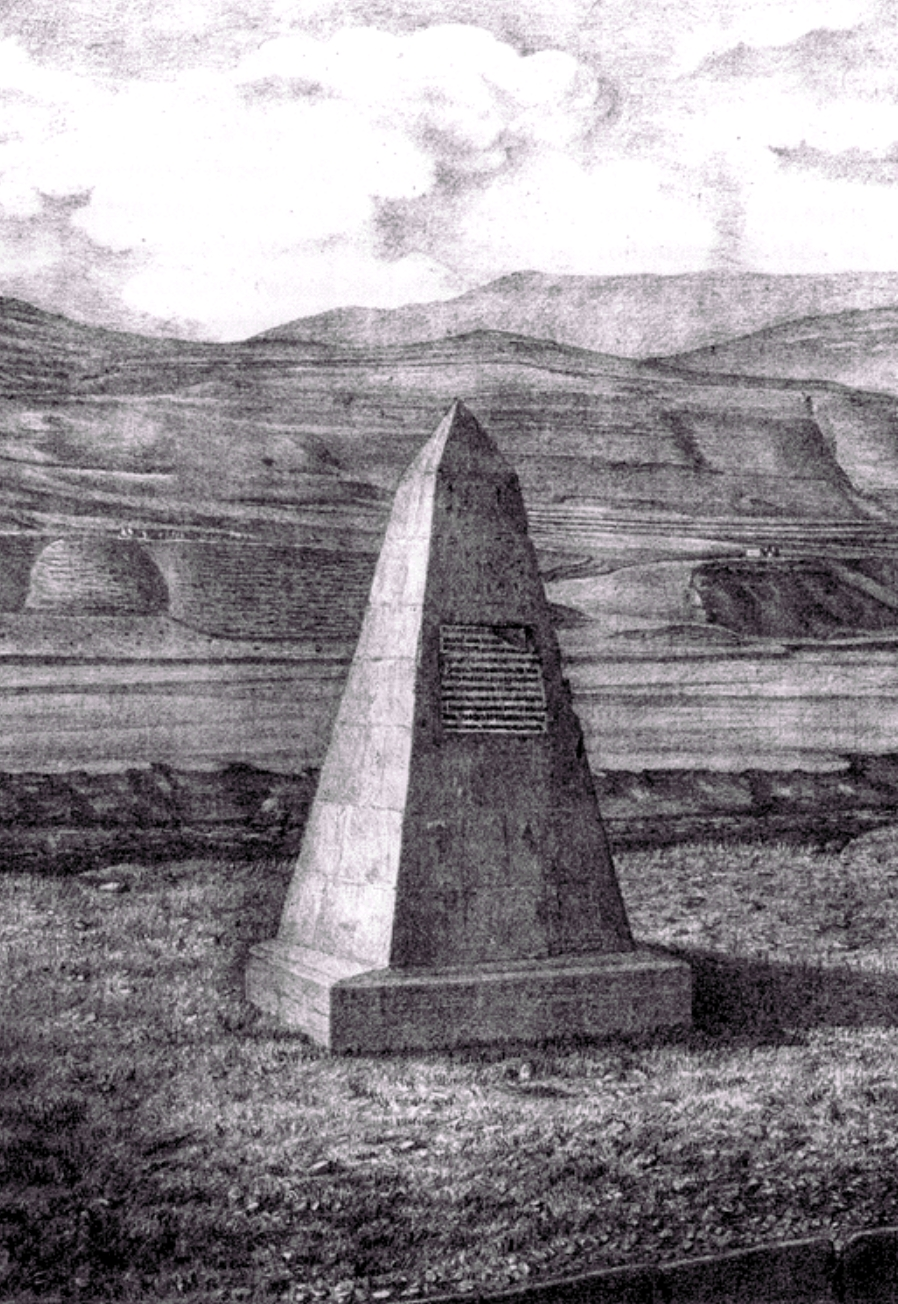
Обелиск в 1901 году
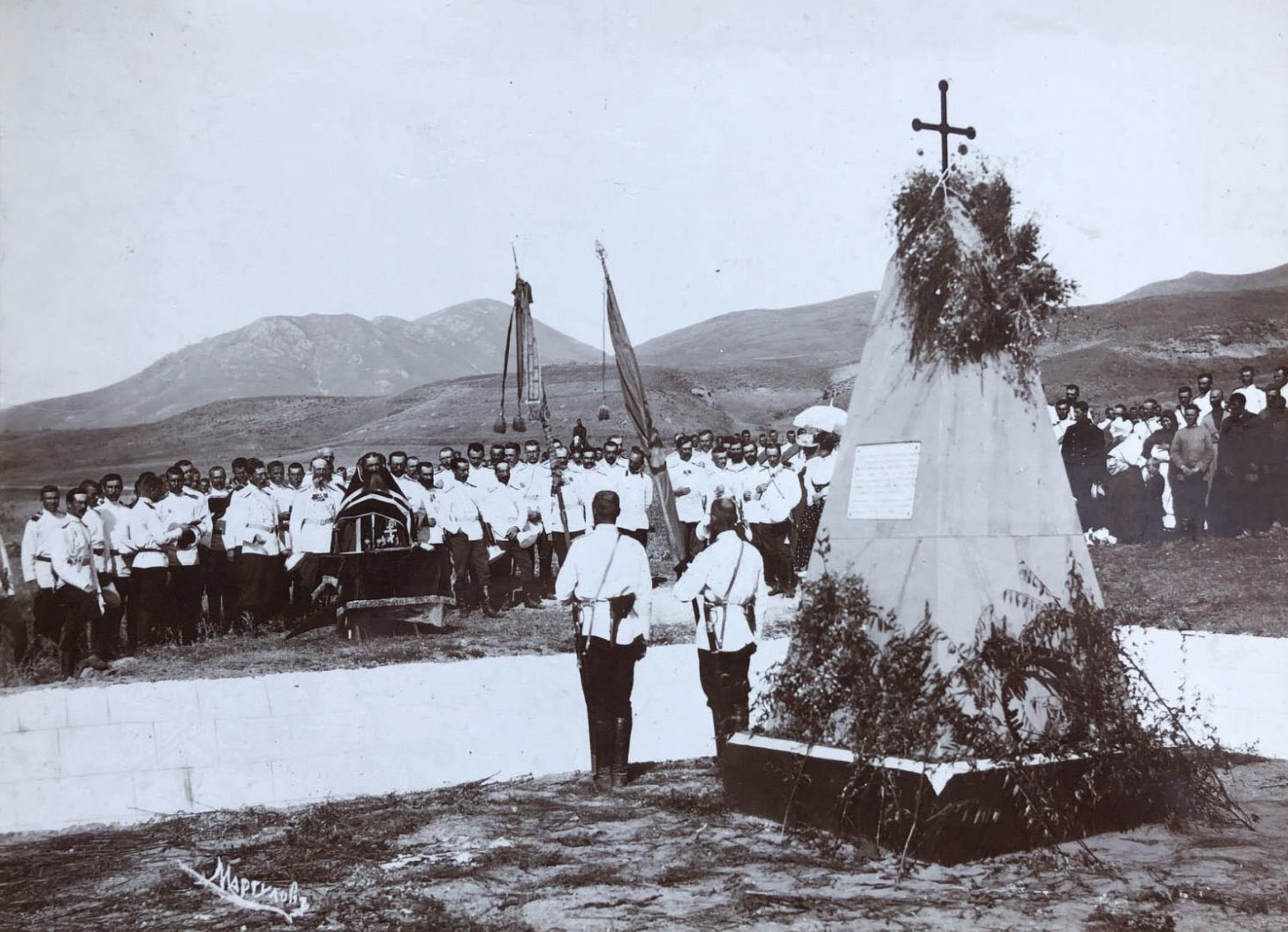
Памятные мероприятия в начале 1900-х
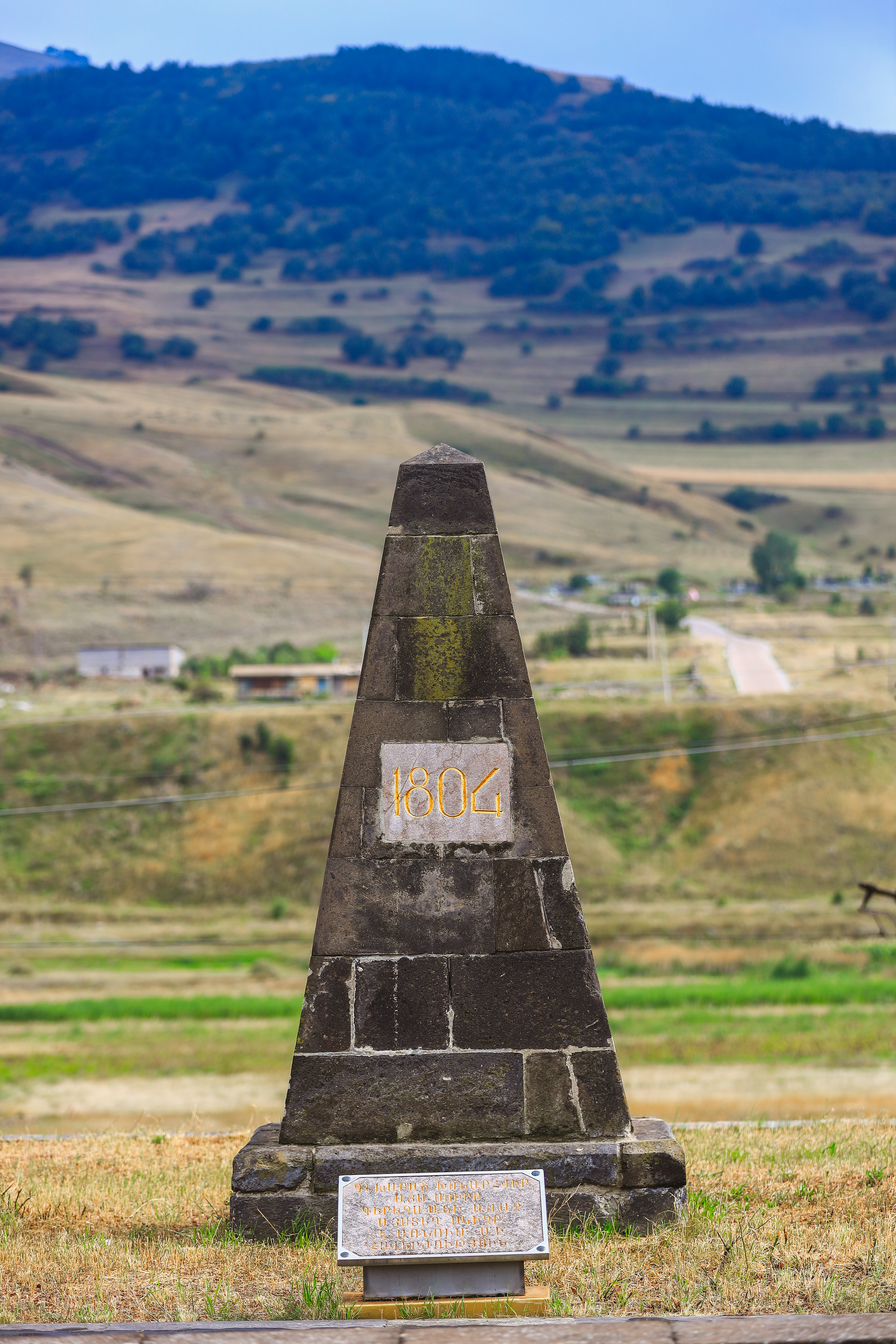
Современный обелиск отряду майора Монтрезора на 8-м километре трассы Ванадзор–Спитак, Армения
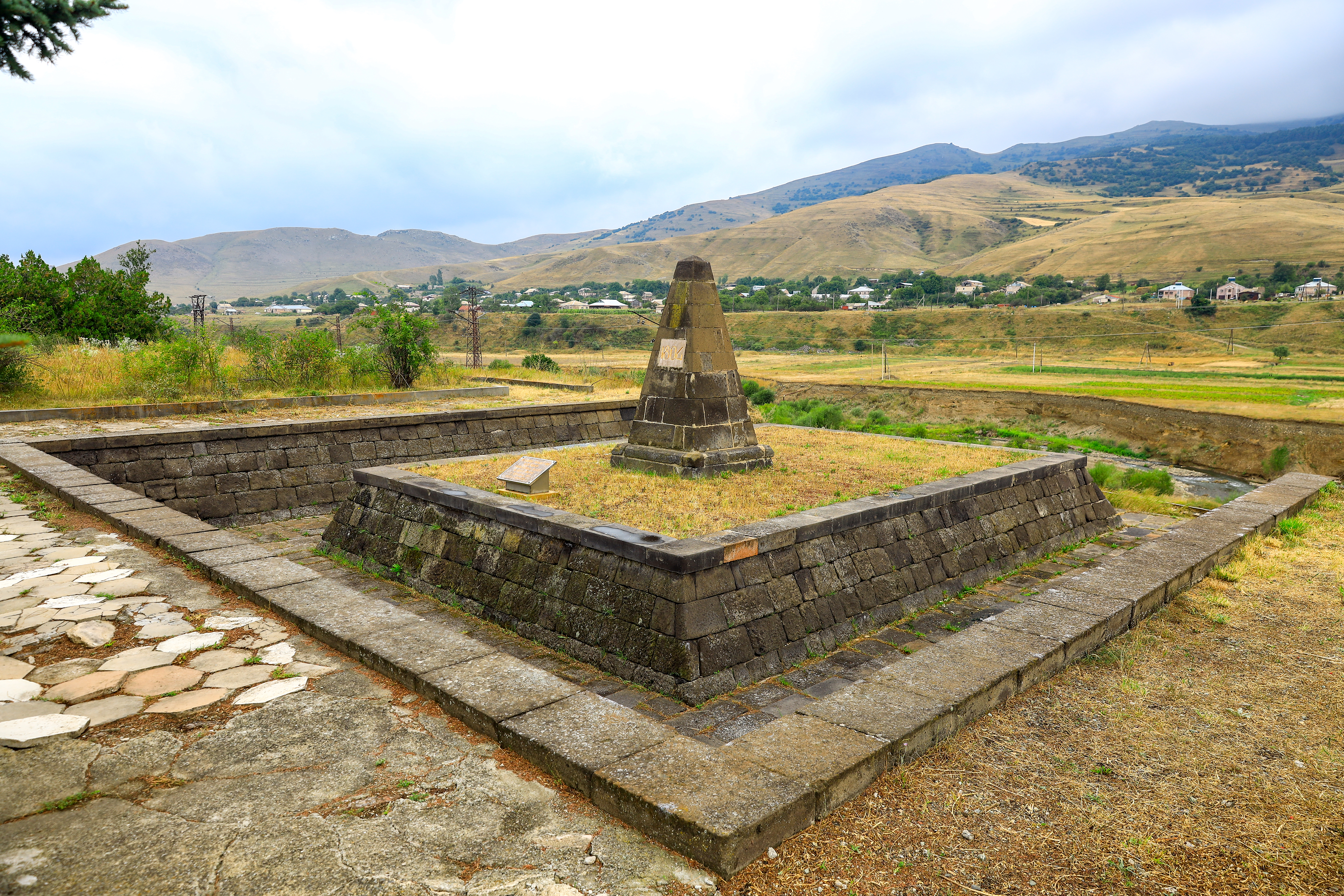
Вид сбоку
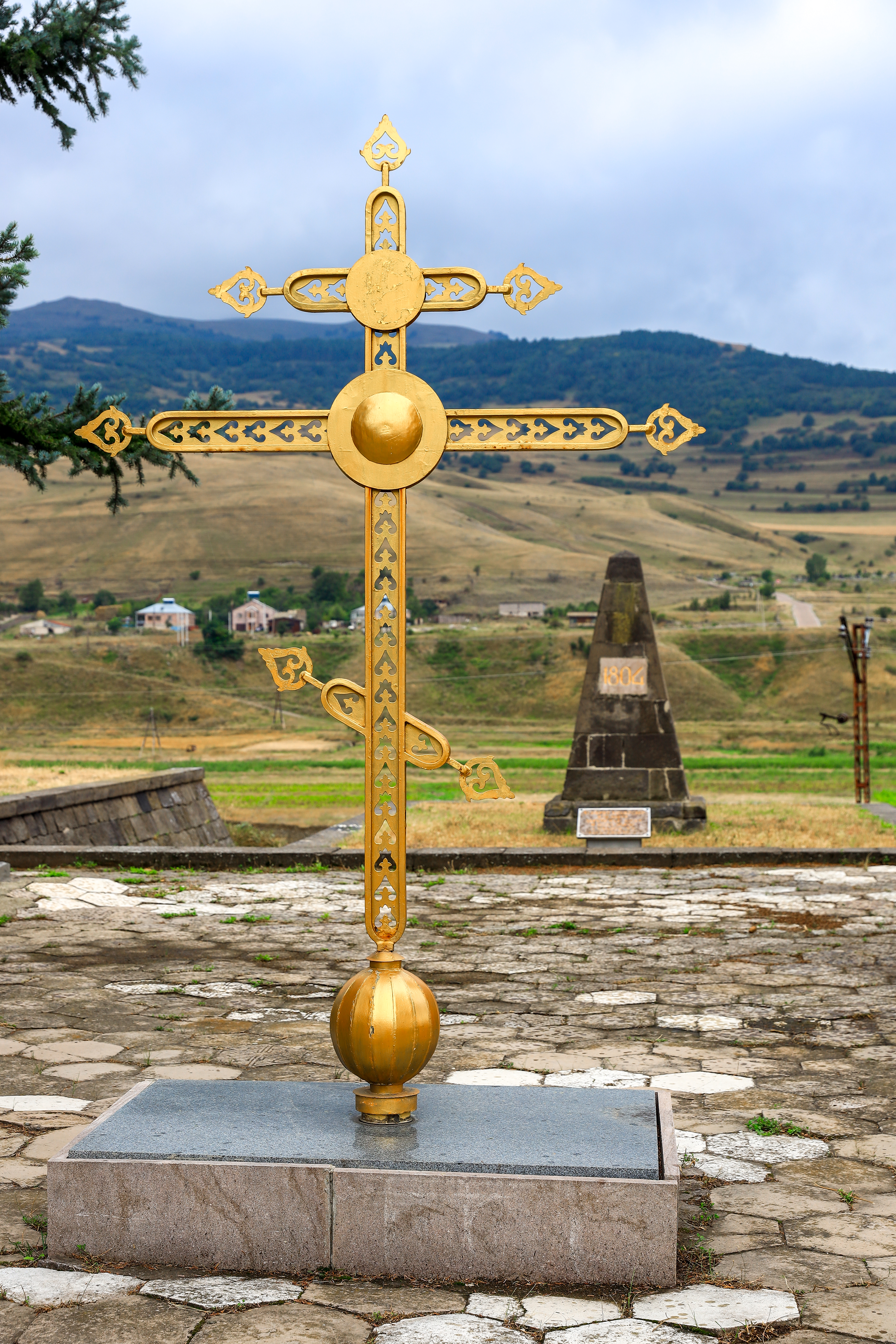
Установлен православный крест размером 2,5 м высоты и 1,5 м ширины, покрытый сусальным золотом. Проект креста и часовни благословил патриарх Московский и Всея Руси Алексий II
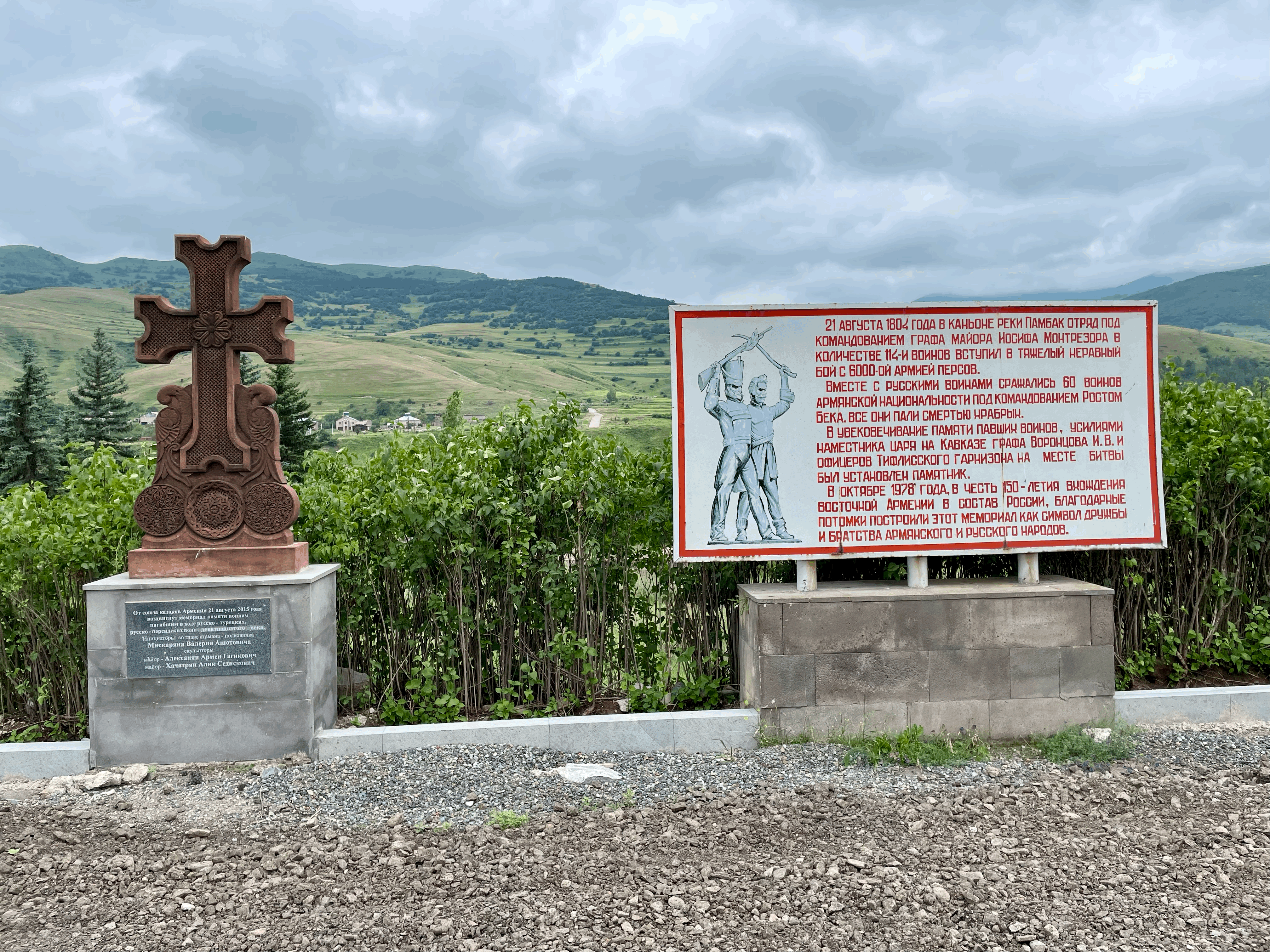
Памятный знак и хачкар